# Lennie James
Lennie James (sinh ngày 11 tháng 10 năm 1965) là một nam diễn viên, biên kịch người Anh Quốc.

## Danh sách phim

### Điện ảnh
| Năm  | Tên                             | Vai                              | Ghi chú |
| ---- | ------------------------------- | -------------------------------- | ------- |
| 1995 | Fathers, Sons and Unholy Ghosts | Martin                           |         |
| 1997 | The Perfect Blue                | Danny                            |         |
| 1998 | Lost in Space                   | Jeb Walker                       |         |
| 1998 | Les Misérables                  | Enjolras                         |         |
| 1998 | Among Giants                    | Shovel                           |         |
| 1999 | Elephant Juice                  | Graham                           |         |
| 2000 | The Announcement                | Richard                          |         |
| 2000 | The Miracle Maker               | Tribune                          |         |
| 2000 | Snatch                          | Sol                              |         |
| 2001 | Lucky Break                     | Rudy "Rud" Guscott Hardy in Show |         |
| 2001 | The Martins                     | Police Constable Alex            |         |
| 2002 | 24 Hour Party People            | Alan Erasmus                     |         |
| 2003 | Without You                     | James                            |         |
| 2004 | Frances Tuesday                 | Trent                            |         |
| 2005 | Sahara                          | Brigadier General Zateb Kazim    |         |
| 2007 | Outlaw                          | Cedric Munroe                    |         |
| 2010 | Mob Rules                       |                                  |         |
| 2010 | The Next Three Days             | Lieutenant Nabulsi               |         |
| 2011 | Colombiana                      | Special Agent James Ross         |         |
| 2012 | Lockout                         | Harry Shaw                       |         |
| 2014 | Swelter                         | Bishop                           |         |
| 2014 | Get on Up                       | Joseph "Joe" James               |         |
| 2017 | Double Play                     | Chamon                           |         |
| 2017 | Blade Runner 2049               | Mister Cotton                    |         |